# Пятрусь Бровка
Пятру́сь Бро́вка  (біл. Пятрусь Броўка; Петро Устимович; нар. 25 червня 1905 — пом. 1980) — білоруський поет, перекладач та політик комуністичної доби. Член-кореспондент АН БРСР з 1953 . Академік АН БРСР (з 1966). Депутат Верховної Ради СРСР 4—10-го скликань.

## Біографія
Народився в селі Путилковичі (Вітебська область). Закінчив Білоруський університет (1931). Був на керівній роботі сталіністського молодіжного угруповання комсомол. Друкуватися почав 1926 . Перша збірка — «Слово фактам» (1930). У книгах 1930-х років «Прихід героя», «Весна Вітчизни», «Роки, як шторм» і поемі «Катерина» відображено соціалістичні перетворення в Білорусі, красу рідної природи. В роки Великої Вітчизняної війни створив патріотичні вірші «Кастусь Калиновський», «Партизан Бумажков», поему «Білорусь», «Поему про Смолячкова». Твори Бровки відзначаються гострою публіцистичністю, яскравим національним колоритом.
Україні присвятив поезії «Щорс» (1938), «Київ» (1954), «З тобою, Україно» та інші.
З творами Тараса Шевченка познайомився в дитячі роки. Під їх впливом написав поему «Катерина» (1938), вірші «Хлопці-ковпаківці», «Пароплаву „Україна“» (1953).
Білоруською мовою переклав близько 80 поетичних творів Тараса Шевченка, серед них «Петрусь», «Юродивий», «Саул». Українському поетові присвятив вірші «Через Білорусь» (1939), «У Каневі» (1936) та кілька статей.
Член КПРС з 1940.
Автор лібретто перших білоруських опер, роману «Коли зливаються ріки» (1957). Перекладач Шевченка, Маяковського, Тичини, Рильського.
Виступав з промовою на Об'єднаному пленумі правлінь Спілки письменників СРСР і Спілки письменників України, присвяченому 150-річчю з дня народження Шевченка.

## Нагороди
- Сталінська премія (1947) — за поеми «Хліб», «Думи про Москву», ряд ліричних віршів.
- Сталінська премія (1951) — за збірку «Дорога життя».
- Ленінська премія (1962)

## Твори
- Збор творау. В 2 т. Мінск, 1957

### Українські переклади
- Вибране. За ред. М. Бажана. К., 1957
- В кн.: Білоруська радянська поезія. К., 1948;